# Strongylacidon meganese
Strongylacidon meganese är en svampdjursart som först beskrevs av de Laubenfels 1951.  Strongylacidon meganese ingår i släktet Strongylacidon och familjen Chondropsidae. Inga underarter finns listade i Catalogue of Life.